# تلال بكتي
تلال بُكْتي (بالأردية: بگٹی) هي مجموعة من التلال في شرق بلوشستان، باكستان. وتشمل المنطقة القبلية التي تسمى بلاد بكتي.
قبل 30 مليون سنة، عاشت بسيطات الأنف: Bugtipithecus inexpectans وPhileosimias kamali وPhileosimias brahuiorum، على غرار الليمور الحالي، في الغابات المطيرة في تلال بكتي بوسط باكستان.